# Bunta
Bunta falu Romániában, Erdélyben, Fehér megyében.

## Fekvése
Szarvaspatak közelében fekvő település.

## Története
Bunta korábban Szarvaspatak része volt, 1956 körül vált külön, ekkor 149 lakosa volt.
1966-ban 76, 1977-ben 56, 1992-ben 41, 2002-ben pedig 38 román lakosa volt.